# Listă de filme poloneze
Aceasta este o listă de filme notabile care au fost produse de-a lungul timpului în Polonia. Pentru o listă de filme de la A-Z care au articol pe Wikipedia în limba română vezi Categorie:Filme poloneze

## Perioada interbelică
- Listă de filme poloneze din perioada interbelică (1919-1939)

## 1902-1929
- Listă de filme poloneze dinainte de 1930

## Anii 1930
- Listă de filme poloneze din anii 1930

## Anii 1940
- Listă de filme poloneze din anii 1940

## Anii 1950s
- Listă de filme poloneze din anii 1950

## Anii 1960s
- Listă de filme poloneze din anii 1960

## Anii 1970
- Listă de filme poloneze din anii 1970

## Anii 1980
- Listă de filme poloneze din anii 1980

## Anii 1990
- Listă de filme poloneze din anii 1990

## Anii 2000
- Listă de filme poloneze din anii 2000

## Anii 2010
- Listă de filme poloneze din anii 2010